# Carlota Bustelo
Carlota Bustelo García del Real (Madrid, 1 de noviembre de 1939) es una política española. 
Licenciada en Ciencias Políticas. Histórica del feminismo y el socialismo. Pertenece al  Partido Socialista Obrero Español (PSOE) desde 1974  y en 1976 participa en la creación del Frente de Liberación de la Mujer. Fue diputada por Madrid por el PSOE en la Legislatura Constituyente (1977-1979). Defendió la legalización de los anticonceptivos y la igualdad constitucional. Fue la primera directora de Instituto de la Mujer de España (1983-1988).

## Biografía
Procedía de una familia socialista y liberal en cuyo seno se había recibido una educación basada en los principios de igualdad de la Institución Libre de Enseñanza.
Su abuelo, Ramón Bustelo, había sido diputado y senador durante la restauración. Su hermano Francisco fue también fue diputado socialista en la legislatura constituyente, además de rector de la Universidad Complutense y su hermano Carlos, fue ministro de Industria en el segundo gobierno de Adolfo Suárez. Es sobrina de Matilde García del Real, pedagoga y escritora, y prima de Leopoldo Calvo-Sotelo. Estuvo casada con el también socialista Juan Manuel Kindelán. 
Se licenció en Ciencias Políticas por la Universidad Complutense de Madrid.

## Trayectoria
Carlota Bustelo ingresó en el PSOE en 1974 a los treinta y cinco años de edad, tras la renovación que supuso el Congreso de Suresnes  aunque su compromiso con el socialismo se remontaba a finales de los años 1950.
Tras haber vivido con su marido exiliado durante algunos años en París regresó a España en 1964 donde comenzó su actividad política clandestina y su aproximación a la lucha feminista, entrando en contacto con la Asociación de Amas de Casa del Distrito de Chamartín y la Asociación de Mujeres Universitarias.
Fundó junto a otras militantes feminista del PSOE como Elena Arnedo la Comisión Federal Mujer y Socialismo iniciada de manera informal a mediados de 1975 y que tenía como fin la elaboración de propuestas conjuntas.
Participó en la primera ponencia sobre las mujeres en el Congreso del PSOE en 1975 y fue elegida diputada por Madrid en la candidatura del PSOE en las elecciones generales de 1977, defendió la legalización de los anticonceptivos y la igualdad constitucional. En 1979, renunció a formar parte de la lista socialista por Madrid al no admitir el PSOE la presencia de un 15 % de mujeres en las listas de las siguientes elecciones.
Fue la primera directora del Instituto de la Mujer de España (1983-1988), creado por ley en 1983 como organismo autónomo en el Ministerio de Cultura, sustituyendo a la antigua Subdirección de la Condición Femenina.
Desde 1985 hasta 1996 formó parte de la Convención sobre la Eliminación de todas las formas de Discriminación contra la Mujer de Naciones Unidas. En 1988 fue nombrada subsecretaria del Ministerio de Asuntos Sociales al frente del cual estaba Matilde Fernández. Renunció al cargo en octubre de 1990 asegurando que se iba por cansancio.

### Derechos de las mujeres
Bustelo formó parte de los inicios del movimiento feminista en España. Según el investigador Francisco Arriero Ranz a finales de los años 1960 y principios de los 1970 formó parte del Movimiento Democrático de Mujeres junto a otras mujeres de procedencia socialista como Helga Soto o Graciela Uñá.
En 1975 fue una de las principales impulsoras del grupo Mujer y Socialismo:

En esa época constituimos el grupo Mujer y Socialismo, que lo formamos feministas militantes del partido. Creamos el grupo informalmente. Nos empezamos a reunir y al ver que éramos bastantes y estábamos de acuerdo en lo que
queríamos, decidimos constituir un grupo e intentar influir en el partido para que asumiera nuestras reivindicaciones. Y realmente era difícil, porque nuestros compañeros no eran feministas en absoluto. Había algunas excepciones pero....
Carlota Bustelo

Defensora de las cuotas y la paridad en los partidos, renunció a ser incluida en las listas del PSOE en las elecciones legislativas de marzo de 1979 por considerar que el número de mujeres que incluían era insuficiente.
Su participación fue clave en la Ley del Divorcio aprobada en España el 22 de junio de 1981.
Defensora de los derechos sexuales y reproductivos, comprometida en la lucha por el derecho a aborto era partidaria de que el PSOE desarrollara una  “ley de plazos” "que permita a la mujer decidir libremente durante los tres primeros meses con la máxima información posible" contando con el apoyo de Izquierda Unida.
Sobre la prostitución abogó por abordar la prostitución como un tema político, debatido por toda la sociedad, igual que ha ocurrido con los malos tratos y la violencia contra la mujer. Como objetivo inmediato, los derechos humanos de las prostitutas deben ser respetados. A largo plazo, el objetivo es que la prostitución desaparezca.
Del año 1994 a 1999 Bustelo fue presidenta fundadora de Fundación Mujeres organización desde la que continuó trabajando en la defensa de los derechos de las mujeres y de la que actualmente es presidenta de honor.
En mayo de 2020 renunció a la dotación económica (15 000 €) que llevaba aparejada el Premio internacional a la Igualdad Luisa de Medrano, para destinarlo a recursos, en favor de las mujeres víctimas de violencia de género y creados en el contexto del COVID-19.

## Premios y reconocimientos
- En 2022 recibió el Premio El Club de las 25 de la asociación feminista El Club de las 25. Año que ha coincidido con los 25 años de existencia.[21]
- Premio internacional a la Igualdad Luisa de Medrano (2020), otorgado por el Gobierno de Castilla-La Mancha.[22]
- Premio Mujer Progresista (1995).[23]

## Obra
- Reflexiones sobre mujer y feminismo (1977).[24]
- Una alternativa feminista (1979).[24]
- Prólogo en el libro: Las Mujeres de los 90: El largo trayecto de las jóvenes hacia su emancipación (1991) Autoría: Josep María Riera, Josep María Riera Mercader y Elena Valenciano. Ediciones Morata.